# تورزا موا، شهرستان پوک
تورزا موا، شهرستان پوک (به لاتین: Turza Mała, Płock County) یک منطقهٔ مسکونی در لهستان است که در Gmina Brudzeń Duży واقع شده‌است.